# Doc Hudson
Doktorn Hudson Hornet (mer känd som "Doc Hudson" eller bara "Doc") är en pensionerad racebil, och en av huvudkaraktärerna i Disney Pixar animerade film Bilar. Hans röst görs i den engelska språkversionen av Paul Newman och i den svenska av Tomas Laustiola

## Bakgrund
Doc Hudson, känd som "Den berömda Hudson Hornet (nr 51)" på sin tid, en av de mest berömda racebilarna som någonsin funnits. Med tre titlar i Pistongcupen och rekordet för flest vinster på en säsong - ett rekord som fortfarande inte är brutet vid tiden för filmen.
Allt förändrades för Doc när han var med om en otäck krasch vid kvalificeringsracet 1954, som gjorde att han fick avbryta säsongen. När han kom tillbaka, blev han mottagen med total kyla och blev tillsagt att han var en föredetting som fått lämna plats åt nästa rookie. Han har kvar en bild från ett gammalt tidningsurklipp, och använder det för att komma ihåg att aldrig återvända till livet som nästan tog livet av honom.
Trött på racingscenen, lämnade han den för att studera medicin, Den berömda bilen med nr 51 försvann, och många undrade vart han tagit vägen. Han skaffade ny lack, och blev marinblå samt doktor i den lilla staden Kylarköping, den "glänsande juvelen" på huvudvägen - Route 66.
Allt eftersom tiden gick och Interstate 40 byggdes utanför staden, så stannade Doc (som han blev allmänt kallad som) även när befolkningen i staden minskade till knappt ett dussin invånare. Han är respekterad, älskad och är inte enbart doktor, utan även stadens domare.

## Nutid
Efter sitt möte med den unge rookien McQueen, så insåg Doc att det fanns alldeles för mycket av sig själv i den unge rookien med nr95. Efter att McQueen lämnat staden, så tog han tillbaka sina gamla färger och nummer 51 för att bli den unge racerns teamchef. Mot slutet av filmen, så har Doc bestämt sig för att behålla gamla färger och bli tränare och teamchef till den unge McQueen. 
Filmen slutar med att Doc visar McQueen några trick han inte tidigare visat. 
| Modell:    | Hudson Hornet 1951            |
| Kön:       | Man                           |
| Färg:      | Marinblå                      |
| Röster:    | Paul Newman / Tomas Laustiola |
| Reg. plåt: | 51HHMD                        |